# Themendualismus
Als Themendualismus bezeichnet man in der Musik zwei Themen, die meist gegensätzlich sind und konkurrieren (zum Beispiel in der Sonate).
Der Themendualismus entwickelte sich in der Wiener Klassik und hatte dort auch seinen Höhepunkt. Die beiden Themen stellen oft abstraktere Ideen dar, welche beide bestimmen wollen. Im Laufe einer Sonate stellt sich dann heraus, welches der beiden Themen/Ideen (nach Ansicht des Komponisten) die richtige ist, sie können jedoch auch als gleich stark bewertet werden.